# Liste der Einträge im National Register of Historic Places im Warren County (Missouri)

Lage des Warren Countys in Missouri

Die Liste der Einträge im National Register of Historic Places im Warren County in Missouri führt alle sechs aktuellen Bauwerke und historischen Stätten im Warren County auf, die in das National Register of Historic Places aufgenommen wurden. Daneben sind zwei ehemalige NRHP-Einträge im Warren County aufgeführt.

## Legende
| NRHP | Historic Place    |
| HD   | Historic District |

## Aktuelle Einträge
| [ 3 ] | Name                                                | Bild                                           | Eintragsdatum        | Lage                                                                         | Ort          | Beschreibung |
| ----- | --------------------------------------------------- | ---------------------------------------------- | -------------------- | ---------------------------------------------------------------------------- | ------------ | ------------ |
| 1     | Herman H. Fortmann Building                         |                                                | 2006 ID-Nr. 06000332 | 207 Depot Street 38° 37′ 48″ N, 91° 3′ 44″ W                                 | Marthasville |              |
| 2     | Marthasville Hardware Building                      |                                                | 2008 ID-Nr. 08000020 | 203 Depot Street 38° 37′ 47″ N, 91° 3′ 42″ W                                 | Marthasville |              |
| 3     | Ernst Schowengerdt House                            | Ernst Schowengerdt House                       | 1980 ID-Nr. 80002397 | 308 East Boone’s Lick Road 38° 48′ 39″ N, 91° 8′ 40″ W                       | Warrenton    |              |
| 4     | Southwestern Bell Repeater Station-Wright City      | Southwestern Bell Repeater Station-Wright City | 2007 ID-Nr. 07000039 | North Service Road Ecke Bell Road 38° 49′ 50″ N, 91° 2′ 40″ W                | Wright City  |              |
| 5     | Starke-Meinershagen-Boeke Rural Historic District   |                                                | 1998 ID-Nr. 97001611 | Rund 8 km westlich von Marthasville an der MO 94 38° 37′ 36″ N, 91° 4′ 47″ W | Marthasville |              |
| 6     | Warren County Courthouse and Circuit Court Building |                                                | 1972 ID-Nr. 72000733 | Main Street 38° 48′ 39″ N, 91° 8′ 57″ W                                      | Warrenton    |              |

## Frühere Einträge
| [ 3 ] | Name                   | Bild | Eintragsdatum        | Lage                                                                                       | Ort          | Beschreibung                                 |
| ----- | ---------------------- | ---- | -------------------- | ------------------------------------------------------------------------------------------ | ------------ | -------------------------------------------- |
| 1     | Borgmann Mill          |      | 1970 ID-Nr. 70000351 | 8 km östlich von Marthasville am State Highway D 38° 38′ 45,6″ N, 90° 58′ 30″ W            | Marthasville | Am 19. Dezember 1994 aus dem NRHP gestrichen |
| 2     | Flander Callaway House |      | 1969 ID-Nr. 69000127 | Rund eine Meile südlich von Marthasville abseits der MO 94 38° 37′ 36,5″ N, 91° 2′ 40,4″ W | Marthasville | Am 19. Dezember 1994 aus dem NRHP gestrichen |